# Ctenotus australis
Ctenotus australis är en ödleart som beskrevs av Gray 1838. Ctenotus australis ingår i släktet Ctenotus och familjen skinkar. Inga underarter finns listade i Catalogue of Life.